# El Fadrí
El Fadrí es una torre campanario de la ciudad de Castellón de la Plana, España. Es de propiedad municipal y se caracteriza porque está separada de la catedral, a diferencia de otros campanarios que se encuentran integrados en el mismo edificio eclesiástico.

## Descripción e historia
Situado en la Plaza mayor, en el centro de la ciudad, junto a la iglesia de Santa María y al ayuntamiento. Su nombre le viene por ese mismo motivo: fadrí significa en valenciano "soltero", haciendo referencia a que está solo y separado de la catedral.
Es un edificio realizado en estilo gótico valenciano, de planta octogonal, de cuatro cuerpos que corresponden con la cámara del reloj, la prisión, la vivienda del campanero y la cámara de las campanas (dispone de ocho campanas de volteo y tres fijas ubicadas en el chapitel para señalar los cuartos y las horas). Finalmente encontramos una terraza rematada por un templete. En su interior hay una estrecha escalera de caracol que permite el acceso a cada una de las plantas. Su altura es de unos 58 metros.
Sus obras comenzaron en 1440. En 1457 intervino el maestro Saera construyendo aproximadamente el primer cuerpo. Tras una larga paralización y varias propuestas en 1593 intervinieron y finalizaron la torre Francisco Galiança de la Lancha, Guillem del Rei, Pedro Crosali, Marc Volsanys, Antonio y Joan Saura; según las trazas que había presentado el portugués Damián Méndez en 1591.
El Fadrí es, actualmente, el símbolo de la Ciudad de Castellón.